# Adriaan van Berkel
Adriaan of Adriaen van Berkel (17e eeuw) was een Nederlands ontdekkingsreiziger.
Hij was mogelijk de `Ontfanger Generaal’ Adriaen van Berkel die behoorde tot een groep van notabelen die een kostbare Zee-Atlas uit 1658 aanbood `Aen de Wel-Edele Mogende Heeren de Heeren Gecommitteerde Raden Ter Admiraliteyt tot Rotterdam’, een exemplaar dat zich bevindt in de British Library. Hij woonde aan het einde van de 17de eeuw onder de Arowakken aan de rivier de Berbice en later in Suriname, en deed nauwkeurig verslag van zijn ervaringen in 1695 in zijn Amerikaansche voyagien, behelzende een reis na Rio de Berbice, gelegen op het vasteland van Guiana, mitsgaders een andere na de colonie van Suriname, gelegen in het Noorder deel van het gemelde landschap Guiana. Ondermengd met alle de byzonderheden noopende de zeden, gewoonten, en levenswijs der inboorlingen, boom  en aard gewassen, waaren en koopmanschappen, en andere aanmerkelijke zaaken. Zijn boek werd in 1925 door de beroemde antropoloog Walter Edmund Roth uitgebracht in een Engelse editie.

## Refererenties
- Bel, Martijn van den, e.a. (2014) De reizen van Adriaan van Berkel naar Guiana. Leiden: Sidestone Press